# Лестюхин
Лестюхин — хутор в Киквидзенском районе Волгоградской области России. Входит в состав Преображенского сельского поселения.

## География
Хутор находится в северной части Волгоградской области, в степной зоне, в пределах Хопёрско-Бузулукской равнины, на правом берегу реки Карман, на расстоянии примерно 8 километров (по прямой) к юго-западу от станицы Преображенской, административного центра района. Абсолютная высота — 93 метра над уровнем моря.
Часовой пояс
Хутор Лестюхин, как и вся Волгоградская область, находится в часовой зоне МСК (московское время). Смещение применяемого времени относительно UTC составляет +3:00.

## Население
| 2010 |
| ---- |
| 22   |

Гендерный состав
По данным Всероссийской переписи населения 2010 года в гендерной структуре населения мужчины составляли 50 %, женщины — соответственно также 50 %.
Национальный состав
Согласно результатам переписи 2002 года, в национальной структуре населения русские составляли 70 % из 64 чел., азербайджанцы — 26 %

## Улицы
Уличная сеть хутора состоит из одной улицы (ул. Бузулукская).